# Tonto National Forest

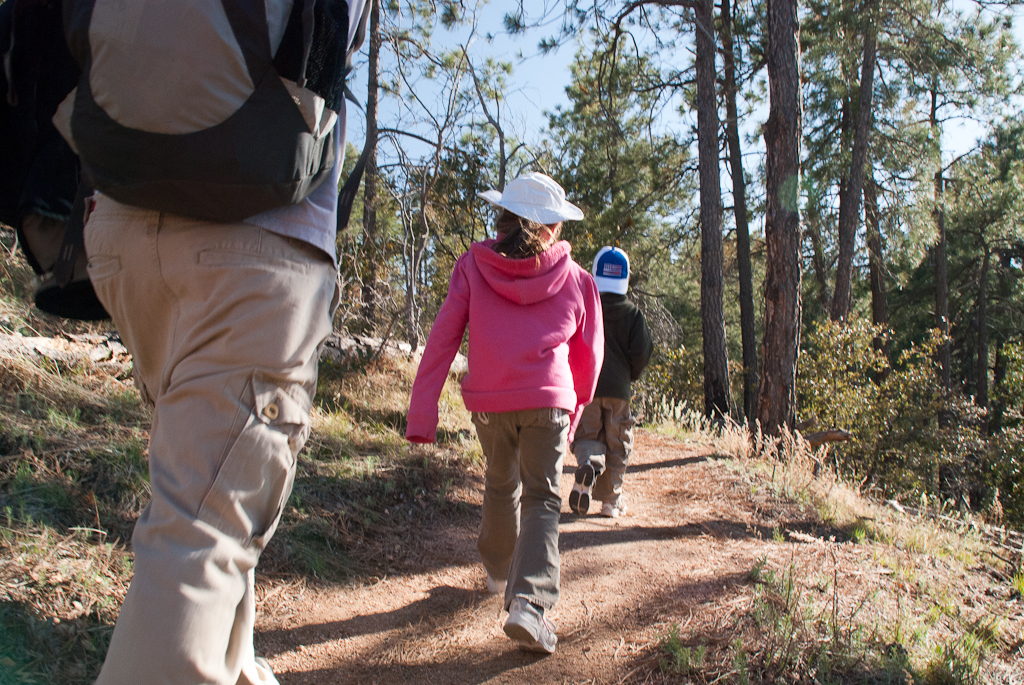
Wandelpad in Four Peaks Wilderness

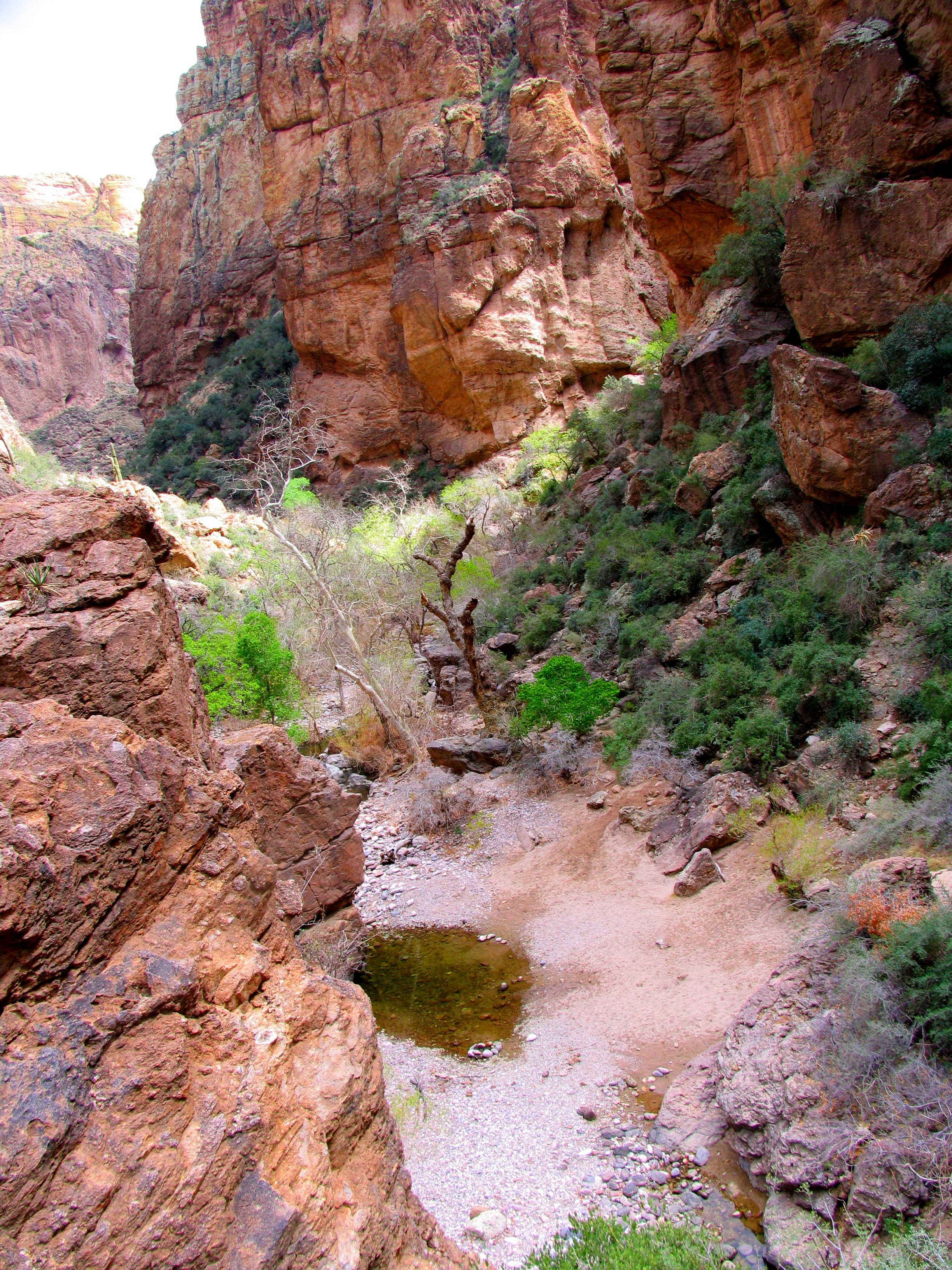

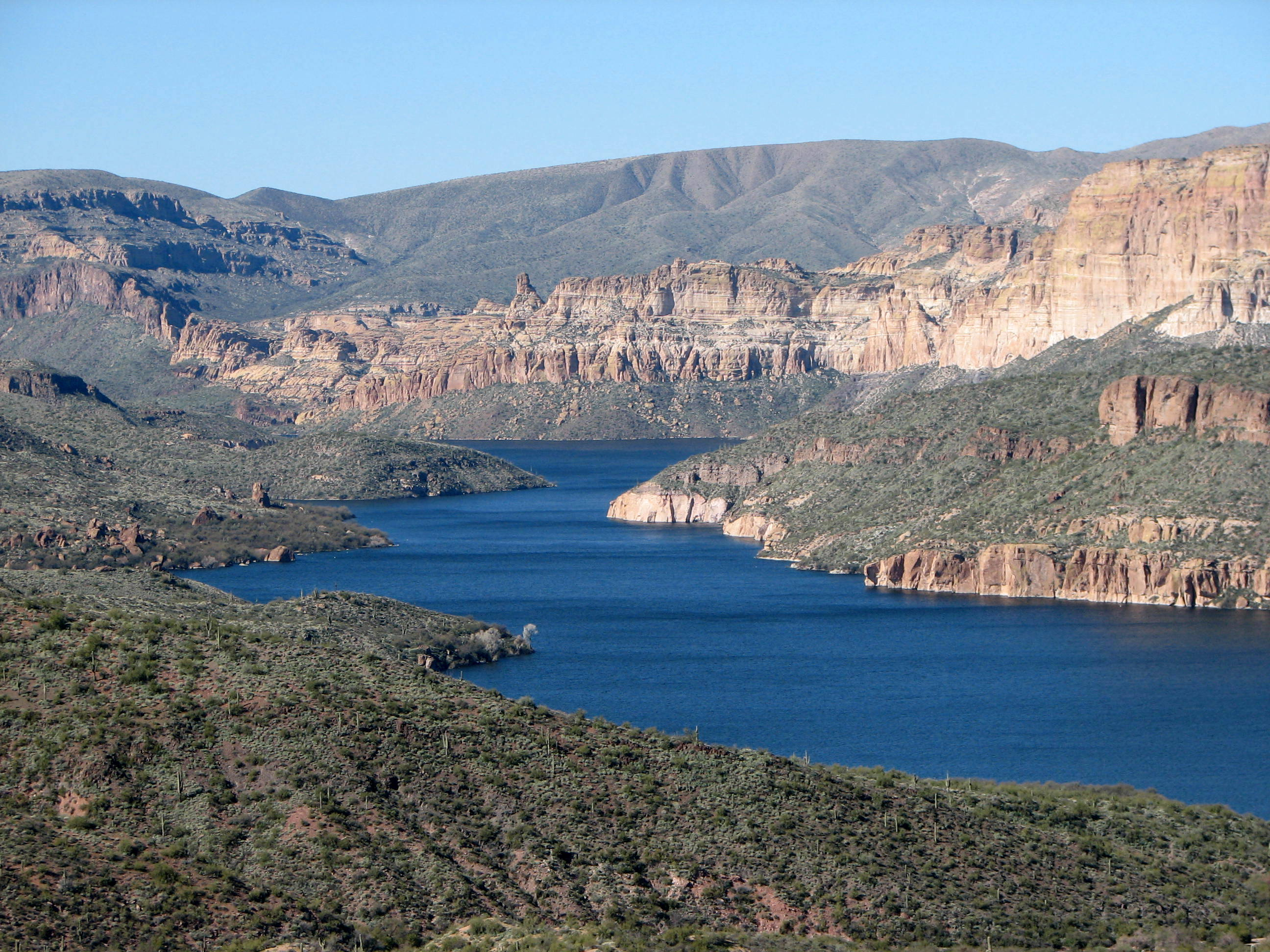
Apache Lake

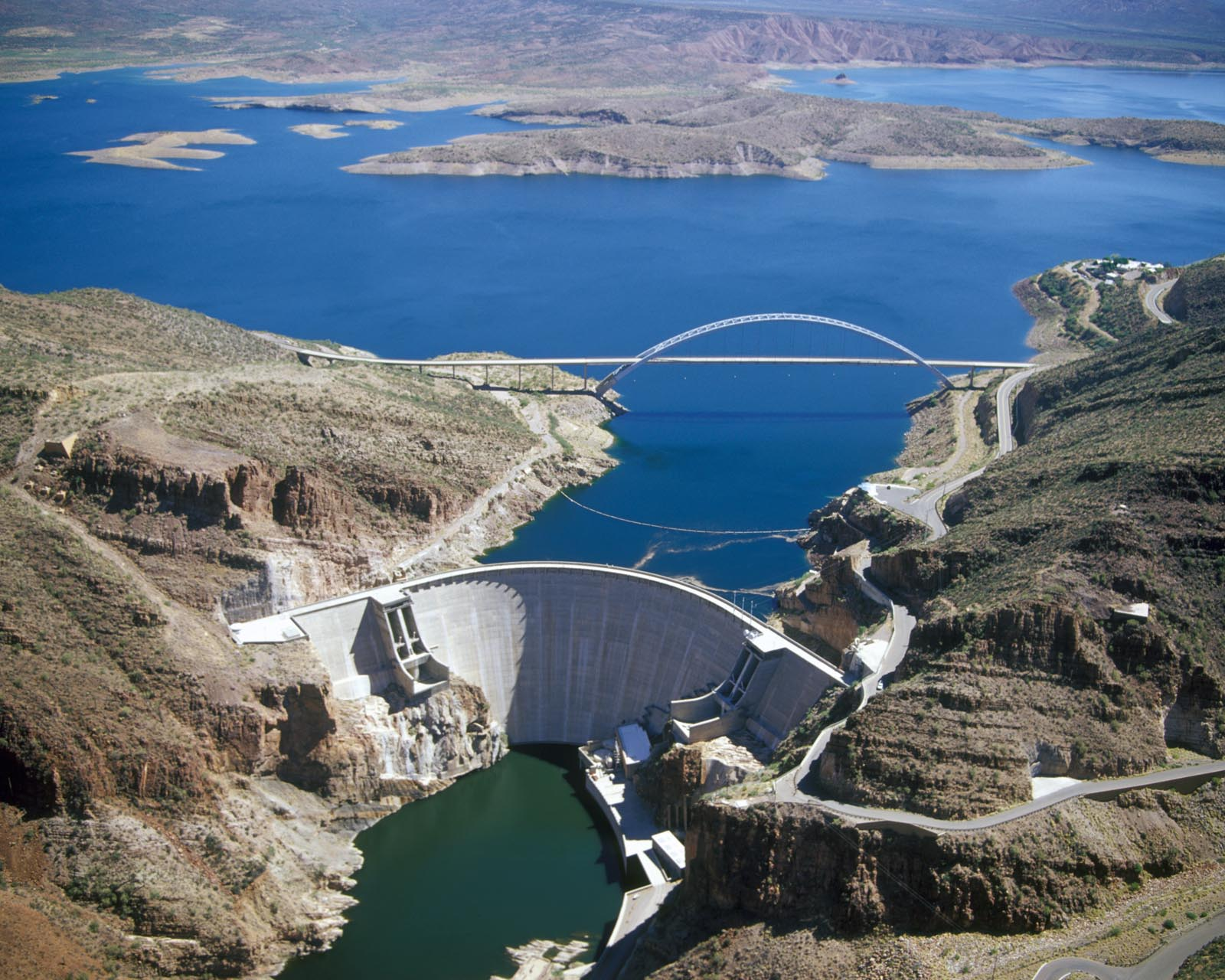
Theodore Roosevelt Dam en Roosevelt Lake Bridge

Het Tonto National Forest, met een oppervlakte van 11.627 km², is het grootste van de zes National Forests in de staat Arizona en is het negende grootste National Forest in de Verenigde Staten. Het bos heeft een divers landschap, met hoogtes variërend van 427 m in de Sonorawoestijn tot 2.256 m in de ponderosadennenbossen van de Mogollon Rim bergkam. Het Tonto National Forest is ook een van de meest bezochte "stedelijke" bossen in de Verenigde Staten.
De grenzen van het Tonto National Forest zijn het grootstedelijk gebied van Phoenix in het zuidwesten, de Mogollon Rim in het noorden en het San Carlos en Fort Apache Indian Reservation in het oosten. Het ligt in de counties Gila County, Coconino County, Maricopa County,  Yavapai County en Pinal County. 
De Tonto (Spaans voor "dwaas") wordt beheerd door de United States Forest Service en het hoofdkantoor van Tonto National Forest bevindt zich in Phoenix. Er zijn lokale districtskantoren voor rangers in Globe, Mesa, Payson, Roosevelt, Scottsdale en Young.
In Tonto ligt ook het Tonto National Monument in de Superstition Mountains aan de noordoostelijke rand van de Sonorawoestijn langs de Salt River in Gila County. Het nationaal monument werd in 1907 door president Teddy Roosevelt beschermd. Het monument, met bufferzone, werd bijkomend geregistreerd in 1966 als het Tonto National Monument Archeological District in het National Register of Historic Places. Het bestaat onder andere uit twee gedeeltelijk bewaard gebleven en klifwoningen uit de dertiende tot vijftiende eeuw, de tijd dat er mensen woonden van de Saladocultuur.
Op 13 juni 2020 ontbrandde een bosbrand in het Tonto Basin-gebied van het National Forest. De Bush Fire, zoals het werd genoemd, verbrandde 783 km² en werd daarmee de vijfde grootste brand van Arizona ooit. Onderzoekers stelden vast dat de brand door de mens was veroorzaakt.

## Wilde dieren
Veel diersoorten leven in het bos, waaronder wasberen in de Sonorawoestijn, Amerikaanse zeearenden, New Mexico zwarte beren, Mearns-coyotes, Arizona-stinkdieren, bobcats, grote renkoekoeken, prairievalken, Coues' witstaartherten, ransuilen, woestijnmuildierherten, westerse roodstaartbuizerds, grote blauwe reigers, Noord-Amerikaanse poema's, Amerikaanse kerkuilen, Noord-Amerikaanse katfretten, Amerikaanse torenvalken, gaffelbokken, halsbandpekari's en Rocky Mountain-wapiti's.

## Wateroppervlaktes
In het Tonto National Forest zijn meerdere meren waaronder het natuurlijke Bartlett Lake (11,39 km²). Horseshoe Lake (3,2 km²) is gevormd door de Horseshoe Dam op de Verde River, Saguaro Lake (5,12 km²), Canyon Lake (3,8 km²), Apache Lake (10,39 km²) en Theodore Roosevelt Lake (86,98 km²) zijn gevormd door dammen op de Salt River.

## Wildernisgebieden
Binnen het National Forest zijn er acht wildernisgebieden erkend door het National Wilderness Preservation System:
- Four Peaks Wilderness
- Hellsgate Wilderness
- Mazatzal Wilderness (ligt deels in het Coconino National Forest)
- Pine Mountain Wilderness (ligt deels in het Prescott National Forest)
- Salome Wilderness
- Salt River Canyon Wilderness
- Sierra Ancha
- Superstition Wilderness

Een deel van het stroomgebied van de Verde River, geklasseerd als "Verde Wild and Scenic River" ligt ook binnen het gebied van het Tonto National Forest.

## Geschiedenis
Het Tonto Forest Reserve werd op 3 oktober 1905 opgericht door het United States General Land Office. In 1906 werden de bosreservaten overgedragen aan de U.S. Forest Service en op 4 maart 1907 werd Tonto een National Forest. Op 13 januari 1908 werd het Pinal Mountains National Forest toegevoegd, samen met andere zones. Op 1 juli 1908 werd een deel van Black Mesa National Forest en nog andere gebieden toegevoegd, en op 1 juli 1953 werd een deel van Crook National Forest toegevoegd.

### Voorgestelde overdracht van land aan de Rio Tinto Group voor koperwinning
Een landruil die wordt voorgesteld als onderdeel van de National Defense Authorization Act van 2015, zou een dochteronderneming van het mijnbouwconglomeraat Rio Tinto Group, Resolution Copper Co., in staat stellen 9,8 km² van het Tonto National Forest te verwerven voor doeleinden van koperwinning, het betreft het "Oak Flat" gebied dat door de San Carlos Apache Tribe als heilig wordt beschouwd. Dit voorstel, getiteld "Southeast Arizona Land Exchange", wordt sterk tegengewerkt door veel Inheemse Amerikanen, waaronder de 57 leden-volken van The Affiliated Tribes of Northwest Indians, en door de Great Plains Tribal Chairmen's Association. De Act werd na veel weerwerk en na goedkeuring door de kamers van het Amerikaans congres in 2014 door president Barack Obama goedgekeurd maar een beroepsprocedure, Apache Stronghold v. U.S. et al., case number 24-291,  is in 2025 nog hangende voor het United States Supreme Court.